# California United Strikers FC
El California United Strikers Football Club es un club de fútbol del condado de Orange County, California, Estados Unidos. Fue fundado el 10 de mayo de 2017 y juega en la National Independent Soccer Association.

## Historia
El club fue fundado por los hermanos Pete y Bronwyn Capriotti y Michael Collins, quienes trabajaron en la United Premier Soccer League, una liga amateur de fútbol de Estados Unidos.
El club intentó unirse a la North American Soccer League (NASL) para la temporada 2018, sin embargo por la inestabilidad de la competición, el club decidió buscar otras alternativas para la temporada 2019 y no jugó en la NASL. El 15 de noviembre de 2018, el equipo anunció su participación en la NPSL Founders Cup 2019 de la National Premier Soccer League (NPSL), sin embargo se bajó en marzo de 2019.
Pero el 2 de marzo de 2019, el equipo mediante su cuenta de Twitter anunció su intención de no seguir en la NPSL. Tres meses después, el 10 de junio, el Strikers aceptó ser parte de la nueva National Independent Soccer Association (NISA) para su temporada inaugural. El 10 de noviembre de 2019, el equipo se alzó como ganador de la división este en la temporada de invierno 2019 de la NISA.

## Palmarés
| Competición nacional                          | Títulos                | Subcampeonatos |
| --------------------------------------------- | ---------------------- | -------------- |
| National Independent Soccer Association (1/0) | 2019-20 (East, spring) |                |